# Gymnostomum truncatulum
Gymnostomum truncatulum là một loài rêu trong họ Pottiaceae. Loài này được (With.) Hedw. ex Schumach. mô tả khoa học đầu tiên năm 1803.